# Ferintosh (Alberta)
Ferintosh est un village (village) du Comté de Camrose, situé dans la province canadienne d'Alberta.

## Démographie
En tant que localité désignée dans le recensement de 2011, Ferintosh a une population de 181 habitants dans 85 de ses 96 logements, soit une variation de 18.3% avec la population de 2006. Avec une superficie de 0,623 8 km2, village possède une densité de population de 290,157 1 hab/km2 en 2011.
Concernant le recensement de 2006, Ferintosh abritait 153 habitants dans 65 de ses 77 logements. Avec une superficie de 0,623 8 km2, village possédait une densité de population de 245,3 hab/km2 en 2006.
| 2001 | 2006 | 2011 | 2016 |
| ---- | ---- | ---- | ---- |
| 150  | 153  | 181  | 202  |